# 1538
1538 (MDXXXVIII) fue un año común comenzado en martes del calendario juliano.

## Acontecimientos
- 6 de abril: Tiene lugar la Batalla de las Salinas.
- 6 de agosto: Fundación de Santafé de Bogotá por Gonzalo Jiménez de Quesada.
- 29 de septiembre: Fundación de "La Plata" (hoy Sucre)- Bolivia.
- Se funda la Real y Pontificia Universidad de Santo Tomás de Aquino (Santo Domingo).
- El Imperio otomano lanza una campaña contra Moldavia.
- Tregua de Niza entre Carlos V y Francisco I de Francia con el papa Paulo III como mediador.
- En Colombia es muerto Aquiminzaque de Hunza y termina la dinastía de los zaques para dar paso al poder español.

## Ciencia y tecnología
- Gerardus Mercator - Cartografía de América.

## Nacimientos
- 18 de noviembre, Toribio de Mogrovejo, obispo de Lima.
- 25 de marzo Christopher Clavius, matemático y astrónomo alemán.
- 29 de septiembre, Joan Terès i Borrull, virrey de Cataluña.
- Pedro Cerbuna, fundador de la Universidad de Zaragoza.

## Fallecimientos
- 12 de febrero: Albrecht Altdorfer, pintor, grabador y arquitecto alemán (n. 1480)
- 3 de abril: Isabel Howard, esposa de Tomás Bolena, madre de Ana Bolena, Jorge Bolena y María Bolena (n. 1480).
- 8 de julio: Diego de Almagro, conquistador español (n. 1475)
- Miguel de Carrascosa. Hijo ilustrísimo de Carrascosa del Campo
- Hatice Sultan, hija de Selim I y hermana de Suleimán el Magnífico (n. antes de 1494)
- Loyuis Pierre Robert Olivetán, conocido como 'Peter Olivetano o Pierre Olivetana' primer traductor de la Biblia al francés